# Сент-Джордж (Аляска)
Сент-Джордж (англ. St. George) — місто (англ. city) в США, в окрузі Західні Алеутські острови штату Аляска. Населення — 67 осіб (2020).

## Географія
Місто розташоване на острові Святого Георгія, який входить до групи островів Прибилова. Сент-Джордж розташований за координатами 56°34′14″ пн. ш. 169°35′55″ зх. д. / 56.57056° пн. ш. 169.59861° зх. д. (56.570519, -169.598681).  За даними Бюро перепису населення США в 2010 році місто мало площу 472,17 км², з яких 90,00 км² — суходіл та 382,16 км² — водойми.

### Клімат
Місто знаходиться у зоні, котра характеризується континентальним субарктичним кліматом. Найтепліший місяць — серпень із середньою температурою 9.3 °C (48.7 °F). Найхолодніший місяць — січень, із середньою температурою -2.9 °С (26.8 °F).
| Клімат Сент-Джорджа     | Клімат Сент-Джорджа | Клімат Сент-Джорджа | Клімат Сент-Джорджа | Клімат Сент-Джорджа | Клімат Сент-Джорджа | Клімат Сент-Джорджа | Клімат Сент-Джорджа | Клімат Сент-Джорджа | Клімат Сент-Джорджа | Клімат Сент-Джорджа | Клімат Сент-Джорджа | Клімат Сент-Джорджа | Клімат Сент-Джорджа |
| Показник                | Січ.                | Лют.                | Бер.                | Квіт.               | Трав.               | Черв.               | Лип.                | Серп.               | Вер.                | Жовт.               | Лист.               | Груд.               | Рік                 |
| Середній максимум, °C   | −0,9                | −0,3                | −0,3                | 1,5                 | 5,3                 | 8,3                 | 10,3                | 10,9                | 9,6                 | 5,9                 | 2,9                 | 0,9                 | 4,6                 |
| Середня температура, °C | −2,9                | −2,7                | −2,7                | −0,7                | 2,9                 | 6,1                 | 8,6                 | 9,3                 | 7,4                 | 3,8                 | 0,8                 | −1,2                | 2,4                 |
| Середній мінімум, °C    | −4,9                | −5,1                | −5,2                | −2,9                | 0,6                 | 3,8                 | 6,7                 | 7,7                 | 5,4                 | 1,7                 | −1,4                | −3,4                | 0,3                 |
| Норма опадів, мм        | 50                  | 59                  | 35                  | 44                  | 58                  | 47                  | 58                  | 94                  | 84                  | 88                  | 81                  | 51                  | 748                 |
| Днів з опадами          | 12                  | 11                  | 12                  | 13                  | 13                  | 11                  | 11                  | 14                  | 14                  | 17                  | 15                  | 12                  | 155                 |
| ----------------------- | ------------------- | ------------------- | ------------------- | ------------------- | ------------------- | ------------------- | ------------------- | ------------------- | ------------------- | ------------------- | ------------------- | ------------------- | ------------------- |
| Джерело: Weatherbase    |                     |                     |                     |                     |                     |                     |                     |                     |                     |                     |                     |                     |                     |

## Демографія

### Перепис 2010
Згідно з переписом 2010 року, у місті мешкали 102 особи в 42 домогосподарствах у складі 24 родин. Густота населення становила 0 осіб/км².  Було 61 помешкання (0/км²).
Расовий склад населення:
| - 88,2 % — корінних американців - 9,8 % — білих |

До двох чи більше рас належало 2,0 %. Частка іспаномовних становила 1,0 % від усіх жителів.
За віковим діапазоном населення розподілялося таким чином: 20,6 % — особи молодші 18 років, 70,6 % — особи у віці 18—64 років, 8,8 % — особи у віці 65 років та старші. Медіана віку мешканця становила 39,0 року. На 100 осіб жіночої статі у місті припадало 137,2 чоловіків;  на 100 жінок у віці від 18 років та старших — 131,4 чоловіків також старших 18 років.
Середній дохід на одне домашнє господарство  становив 67 810 доларів США (медіана — 53 750), а середній дохід на одну сім'ю — 62 193 долари (медіана — 46 875). За межею бідності перебувало 11,3 % осіб, у тому числі 0,0 % дітей у віці до 18 років та 0,0 % осіб у віці 65 років та старших.
Цивільне працевлаштоване населення становило 27 осіб. Основні галузі зайнятості: публічна адміністрація — 40,7 %, мистецтво, розваги та відпочинок — 14,8 %, будівництво — 11,1 %, транспорт — 7,4 %.

### Перепис 2000
За даними переписом 2000 року населення міста становило 152 особи. Расовий склад: корінні американці — 92,11 %; білі — 7,89 %. Частка осіб у віці молодше 18 років — 36,8 %; осіб від 18 до 24 років — 5,3 %; від 25 до 44 років — 31,6 %; від 45 до 64 років — 19,7 % і старше 65 років — 6,6 %. Середній вік населення — 33 рокb. На кожні 100 жінок припадає 92,4 чоловіків; на кожні 100 жінок у віці старше 18 років — 113,3 чоловіків.
З 51 домашніх господарств в 47,1 % — виховували дітей віком до 18 років, 54,9 % представляли собою подружні пари, які спільно проживають, в 15,7 % сімей жінки проживали без чоловіків, 17,6 % не мали родини. 15,7 % від загального числа сімей на момент перепису жили самостійно, при цьому 0 % склали самотні літні люди у віці 65 років та старше. В середньому домашнє господарство ведуть 2,98 особи, а середній розмір родини — 3,29 особи.
Середній дохід на спільне господарство — $57 083; середній дохід на сім'ю — $60 625. Середній дохід чоловіка — $50 625, жінки — $31 250. Середній дохід на душу населення — $21 131. Близько 4,9 % сімей та 7,9 % мешканців живуть за межею бідності, включаючи 4 % осіб молодше 18 років і 0 % осіб старше 65 років.

## Транспорт
На острові розташований аеропорт Сент-Джордж. Авіакомпанія PenAir здійснює регулярні рейси в Сент-Пол та Анкоридж.

## Освіта
Є школа, що забезпечує 8-річну освіту. Найближча школа, що забезпечує 12-річну освіту розташована в місті Сент-Пол.